# Правий берег Молочного лиману (Шелюги)
Правий берег Молочного лиману — ботанічний заказник місцевого значення. Об'єкт розташований на території Якимівського району Запорізької області, околиця села Шелюги.
Площа — 4 га, статус отриманий у 1980 році.
Статус надано з метою охорони місць зростання лікарських рослин. В прибережній підвищеній смузі правого берега лиману зростають чебрець та гірчак.